# Густав Ланґе (композитор)
Густав Ланґе (нім. Gustav Lange; 13 серпня 1830, Шверштедт — 20 липня 1889, Верніґероде) — німецький піаніст і композитор.
Навчався грі на органі і фортеп'яно у свого батька, потім в Ерфуртській консерваторії. Його вчителями були Август Вільгельм Бах, Едуард Грель і Альберт Лешгорн. У 1860-ті роки набув популярності як автор і виконавець салонної клавірної музики. Залишив близько 500 власних композицій — фантазій, полонезів, маршів і т. ін., а також транскрипції творів Вольфганга Амадея Моцарта, Фелікса Мендельсона, Антона Рубінштейна та інших авторів.